# Phragmospathula phoenicis
Phragmospathula phoenicis är en svampart som beskrevs av Subram. & N.G. Nair 1966. Phragmospathula phoenicis ingår i släktet Phragmospathula, divisionen sporsäcksvampar och riket svampar.   Inga underarter finns listade i Catalogue of Life.